# 特蕾莎 (2010年电视剧)
《特蕾莎》（西班牙語：Teresa）是一部2010年开播的墨西哥肥皂剧，翻拍1959年同名电视剧。本剧于2010年8月2日在Televisa播出，并在2011年2月27日播放大结局。美国西语频道Univision于2011年3月30日开始播放本片。

## 简介
特蕾莎表面上是一个高材生富家子女但其实她是一个渴望出人头地的穷家女。一个描述特蕾莎如何不择手段的爬上上流社会的故事。。